# Rickey Parkey
Ricky Parkey (ur. 7 listopada 1956 w Morristown, zm. 7 kwietnia 2024) – amerykański bokser, były mistrz świata IBF w wadze junior ciężkiej.
Zadebiutował 24 października 1981 pokonując Phila Clinarda przez nokaut w drugiej rundzie. 11 września 1984 przegrał na punkty z przyszłym mistrzem WBC wagi junior ciężkiej – Bernardem Bentonem. 18 czerwca 1985 przegrał przez jednomyślną decyzję z byłym mistrzem WBA wagi półciężkiej Eddiem Mustafą Muhammadem. 25 października 1986 pokonał przez techniczny nokaut w jedenastej rundzie Lee Roy Murphy'ego zdobywając pas federacji IBF. W swojej pierwszej obronie pokonał Zambijczyka – Chisanda Mutti przez techniczny nokaut w dwunastej rundzie. Swój tytuł stracił 15 maja 1987 w walce unifikacyjnej z mistrzem WBA Evanderem Holyfieldem, przegrywając przez TKO w trzeciej rundzie. Po utracie pasa mistrzowskiego stoczył jeszcze siedemnaście pojedynków, wygrywając zaledwie dwie walki. Karierę zakończył w 1994 roku.